# 江原啓之スペシャル 天国からの手紙
『江原啓之スペシャル 天国からの手紙』（えはらひろゆきすぺしゃる てんごくからのてがみ）は、フジテレビ系列で2004年から2007年まで不定期（主に『カスペ!』枠）に放送されていたドキュメンタリー特別番組で、江原啓之の冠番組。

## 放送日時
| 回数   | 放送日                   | 放送時間（JST） | 備考                              |
| ------ | ------------------------ | --------------- | --------------------------------- |
| 第1回  | 2004年4月18日（日曜日）  | 16:00 - 17:25   |                                   |
| 第2回  | 2004年8月7日（土曜日）   | 15:00 - 16:30   |                                   |
| 第3回  | 2004年12月22日（水曜日） | 19:00 - 20:54   |                                   |
| 第4回  | 2005年4月1日（金曜日）   | 19:00 - 20:54   |                                   |
| 第5回  | 2005年8月9日（火曜日）   | 19:00 - 20:54   | 『カスペ!』枠                     |
| 第6回  | 2005年12月30日（金曜日） | 18:30 - 20:54   |                                   |
| 第7回  | 2006年8月8日（火曜日）   | 19:00 - 20:54   | 『カスペ!』枠、『フジテレビの日』 |
| 第8回  | 2006年12月26日（火曜日） | 18:30 - 20:54   | 『カスペ!』枠                     |
| 第9回  | 2007年8月7日（火曜日）   | 19:00 - 20:54   |                                   |
| 第10回 | 2007年12月26日（水曜日） | 18:30 - 20:54   |                                   |

## 概要
スピリチュアルカウンセラーの江原啓之が、視聴者からの依頼で今は亡き人からのメッセージを残された家族に伝え、残された家族のケアを行う。なお、江原は2006年現在、本来のスピリチュアリズムに反する楽して成功を望む人が多いため嫌気がさし、個人カウンセリングを一切行わなくなった（,p39～p41）。この事については番組内でも発言している。

## 出演者

### MC
- 船越英一郎（ストーリーテラー）
- 恵俊彰（ホンジャマカ）
- 高島彩（フジテレビアナウンサー）
- 江原啓之（スピリチュアルカウンセラー）

## 特別ゲスト出演者
- 内藤直樹(妻と長女も共演)
- ストッキ・アルベルト

### MC
- 小島奈津子

## スタッフ

### 第10回時点
- ナレーション：真地勇志、広中雅志（2007年12月26日放送分のみ）、あおい洋一郎
- 構成：杉山文三枝、水野宗徳
- TD：大山浩文（第1 - 7回はSW）
- SW：先崎聡
- CAM：吉池憲太郎
- AUD：大塚勉（第6回）
- VE：藤崎康広（第6回）
- 照明：藤井梅雄
- ENG：木下広人、櫃亮、小笠原智恵、鴨志田芽久美
- 水中撮影：豊田直之
- マリンコーディネーター：中村勝
- 編集：小北幸弘
- EED：森本圭、市川貴裕
- MA：石田雅一
- 音響効果：清水康義
- イラスト：今野さと子
- タイトル：原野真理子
- 美術プロデューサー：安藤典和
- デザイン：きくちまさと
- 美術進行：石川利久
- 大道具：石川智隆
- 電飾：岸和幸
- 装飾：太田博之
- アクリル装飾：高橋瞳
- フラワー装飾：荒川直史
- メイク：今津悠子
- TK：荒井順子
- 広報：遠藤恵（フジテレビ）
- 編成：渋谷謙太郎（フジテレビ）
- 制作デスク：藤川芳恵
- AD：長久保彰宏・渡辺舞（HI-STANDARD）
- ディレクター：後藤美和・武田晋助（HI-STANDARD）
- プロデューサー・チーフディレクター：立浪仁志（HI-STANDARD）
- プロデューサー：大村和史（FCC）
- チーフプロデューサー：鈴木正人・堀内善弘（FCC）
- 技術協力：八峯テレビ、FLT、VIC、STUDIO 38、プロジェクト80、デジデリック、TOTAL AQUATIC'S
- 制作協力：HI-STANDARD
- 制作：FCC
- 制作著作：フジテレビ

### 過去のスタッフ
- SW：大山浩文（第6回）
- CAM：田宮長昭（第6 - 7回）、三瓶由佳（第9回）
- 照明：中村英二（第6回）
- ENG：才沢誠二（第6,9回）、伊藤嘉彦（第7回）、大間知浩一（第9回）
- 水中撮影：中村勝（第6回）、さのてつろう（第6回）
- EED：西峰勇一（第9回）
- CG：藤倉仁（第7回）
- 装飾：菊池誠（第6,7,9回）
- メイク：天野郷子（第7回）
- 広報：山下千緒（フジテレビ、第1〜7回）
- デスク：樋口麻紀（第6,7回）、小池美佑紀（第6,7回）
- 制作進行：青木広美（第9回）
- AD：成瀬俊則（第6,7回）、大谷真澄（第9回）、脇田優人（第9回）
- チーフディレクター：木村大介（第7回）
- アシスタントプロデューサー：桜井園子（第9回）
- プロデューサー：加藤等（第6 - 7回）、花苑博康（第6 - 7回）、渡辺祐宏（第6 - 7回）
- 制作協力：日本テレワーク（第5回まで）

## 備考
- 2006年12月26日放送の回で、大阪姉妹殺害事件の被害者家族が、自ら依頼のファックスを出し、出演。密かに自殺を考えていた母親は、それを思いとどまることができた。そのことについて精神科医の香山リカが『週刊文春』（2007年2月15日号）で「社会的に重大な関心事となった被害者の家族まで出てきて、霊的に慰められる番組をゴールデンタイムに放送するのはどうなのか」と批判した。
- 番組を収録したビデオが、統一教会（世界基督教統一神霊協会）の勧誘後の洗脳教育に用いられている事が、「全国霊感商法対策弁護士連絡会」の調べで判明した。フジテレビ広報部では「霊の存在の有無を検証する番組ではない」とした上で無断使用については「事実関係を確認した上で対応を検討する」と表明している[2]。江原も事実であれば、強硬に使用を禁止を求めて行くとしているが、宗教団体が勝手に使用したことについて自身が責任を感じる必要はないとしている（[1],p52.53）。